# مارکو کوک
مارکو کوک (انگلیسی: Marko Kück؛ زادهٔ ۱۴ سپتامبر ۱۹۷۶) بازیکن فوتبال اهل آلمان است.
از باشگاه‌هایی که در آن بازی کرده‌است می‌توان به باشگاه فوتبال اشبورن ۱، باشگاه فوتبال هامبورگ، باشگاه فوتبال روت‌وایس اسن، و باشگاه فوتبال اسنابروک اشاره کرد.